# NGC 5664
NGC 5664 is een spiraalvormig sterrenstelsel in het sterrenbeeld Weegschaal. Het hemelobject werd in 1886 ontdekt door de Amerikaanse astronoom Francis Preserved Leavenworth.

## Synoniemen
- IC 4455
- MCG -2-37-8
- IRAS 14309-1424
- PGC 52033